# Sphex schrottkyi
Sphex schrottkyi là một loài côn trùng cánh màng trong họ Sphecidae, thuộc chi Sphex. Loài này được Bertoni miêu tả khoa học đầu tiên năm 1918.